# 伊布西茨
伊布西茨是奥地利下奥地利州阿姆施泰滕县的一个市镇。总面积104.16平方公里，总人口3715人，人口密度35.7人/平方公里（2005年）。